# San Cristóbal (Santa Fe)
Pour les articles homonymes, voir San Cristóbal.
San Cristóbal est une ville d'Argentine dans la province de Santa Fe ainsi que la capitale du Département de San Cristóbal de ladite province.
Elle se trouve à 179 km au nord de Santa Fe, la capitale provinciale.

## Crédit d'auteurs
- (es) Cet article est partiellement ou en totalité issu de l’article de Wikipédia en espagnol intitulé « San Cristóbal » (voir la liste des auteurs).